# Romeo Vucic
Romeo Vucic (* 30. Jänner 2003) ist ein österreichischer Fußballspieler.

## Karriere

### Verein
Vucic begann seine Karriere beim SK Rapid Wien. Im Mai 2014 wechselte er innerhalb Wiens zum Stadtrivalen FK Austria Wien, bei dem er auch ab der Saison 2017/18 sämtliche Altersstufen in der Akademie durchlief. Zur Saison 2020/21 rückte er in den Kader der zweiten Mannschaft der Austria.
Sein Debüt für diese in der 2. Liga gab er im April 2021, als er am 24. Spieltag jener Saison gegen den FC Wacker Innsbruck in der 79. Minute für Pascal Macher eingewechselt wurde. Im November 2021 debütierte Vucic gegen den SK Austria Klagenfurt bei seinem Kaderdebüt für die erste Mannschaft der Austria in der Bundesliga. Insgesamt kam er zu 37 Bundesligaeinsätzen für die Austria, in denen er dreimal traf.
Zur Saison 2024/25 wurde Vucic an den Ligakonkurrenten Grazer AK verliehen. Für den GAK kam er während der Leihe zu 17 Bundesligaeinsätzen, in denen er zweimal traf.

### Nationalmannschaft
Vucic spielte im Februar 2018 erstmals für eine österreichische Jugendnationalauswahl. Im September 2022 gab er gegen Montenegro sein Debüt für die U-21-Auswahl.